# Gmina Mihovljan
Gmina Mihovljan (chorw. Općina Mihovljan) – gmina w Chorwacji, w żupanii krapińsko-zagorskiej. W 2011 roku liczyła 1938 mieszkańców.